# 甲南女子大学短期大学部
甲南女子大学短期大学部（こうなんじょしだいがくたんきだいがくぶ、英語: Konan Women's College）は、兵庫県神戸市東灘区森北町6-23に本部を置いていた日本の私立大学である。1955年に設置され、2002年に廃止された。大学の略称は甲女短。

## 概要

### 大学全体
- 兵庫県神戸市東灘区に所在した日本の私立短期大学で、設置主体は学校法人甲南女子学園[1][2]。
- 1955年に学科数1[3]、入学定員40名体制で開学。その後、学科の増設もあり、最終的には2学科[注 2]体制となる。
- 2000年度の入学生を最後に[注釈 2]、2002年に短期大学としての使命を終える[5]。

### 建学の精神（校訓・理念・学是）
- 甲南女子大学短期大学部の学是は「個性尊重・自学創造」となっている。

### 教育および研究
- 英語科・家政科が置かれており、後者では主に衣食住に関する科目を学ぶ生活科学、栄養士を養成する食物栄養の各専攻が設けられていた。

## 沿革
- 1920年 安宅弥吉らにより甲南高等女学校を創立。
- 1942年 専攻科を置く。
- 1950年 新制専攻科となる。
- 1951年
  - 3月5日 学校法人甲南女子学園の設置が認可される[6]。
- 1955年
  - 2月1日 左記を以て文部省[注 4]より短期大学の設置が認可される[7]
  - 4月1日 甲南女子短期大学（こうなんじょしたんきだいがく）として以下の学科体制で開学[注 5]。
    - 家政科 入学定員40名
- 1956年
  - 4月1日 以下の学科を増設する[8]。
    - 国語科[9] 入学定員40名
- 1958年
  - 5月1日 学生数[10]/定員
    - 国語科 54[注釈 3]/80
    - 家政科 114[注釈 3]/80
- 1960年
  - 4月1日 国語科を国文科と改称[11]。
  - 5月1日 学生数[12]/定員
    - 国語科 83[注釈 3]/80
    - 家政科 164[注釈 3]/80
- 1963年
  - 4月1日 国文科の募集を最終とする[注 7]。
  - 5月1日 学生数[14]/定員
    - 国文科 181[注釈 3]/80
    - 家政科 153[注釈 3]/80
- 1964年
  - 5月1日 学生数[15] /定員
    - 国文科 35[注釈 3]/40
    - 家政科 125[注釈 3]/80
- 1965年
  -     - 3月31日 国文科を廃止[16]。

  - 4月1日 家政科の入学定員を40→60に増員。
  - 5月1日 学生数[17]/定員
    - 家政科 154[注釈 3]/100
- 1974年
  - 4月1日 以下の学科を増設する[18]。
    - 英語科 入学定員60名[19]

  - 同 甲南女子大学短期大学部と改称[18]。
- 1975年
  - 5月1日 学生数[20]/定員
    - 家政科 162[注釈 3]/120
    - 英語科 175[注釈 3]/120
- 1981年
  - 4月1日 学科の入学定員を以下の通り変更する[21]。
    - 家政科 60→100
    - 英語科 60→100

  - 5月1日 学生数[22]/定員
    - 家政科 299[注釈 3]/160
    - 英語科 307[注釈 3]/160
- 1984年
  - 4月1日 家政科を以下の通り専攻分離する[注 8]。
    - 生活科学専攻 入学定員50名
    - 食物栄養専攻 入学定員50名

  - 5月1日 学生数[25]/定員
    - 英語科 357[注釈 3]/200
    - 家政科 359[注釈 3]/200
- 1986年
  - 4月1日 期間を付した入学定員の増加が執り行われる[注 9]。
    - 英語科 100[29]→200[30]
    - 家政科
      - 生活科学専攻 50[29]→100[30]

  - 5月1日 学生数[31]/定員
    - 家政科 367[注釈 3]/250
    - 英語科 351[注釈 3]/300
- 1992年
  - 5月1日 学生数[32]/定員
    - 家政科 439[注釈 3]/300
    - 英語科 513[注釈 3]/400
- 1999年
  - 5月1日 学生数[33]/定員
    - 英語科 335[注釈 3]/400
    - 家政科 378[注釈 3]/300
- 2000年
  - 4月1日 この年度をもって学生募集を終了[注釈 2]。
  - 同 学科の入学定員を以下の通り変更する[34]。
    - 家政科
      - 生活科学専攻 100→50
      - 英語科 200→100
- 2002年
  - 12月19日 左記をもって正式廃止[5]。

## 基礎データ

### 所在地
- 兵庫県神戸市東灘区森北町6-23[注釈 1]

### 象徴
- 甲南女子大学短期大学部のカレッジマークは右記の資料を参照[35]。

## 教育および研究

### 組織

#### 学科
- 家政科
  - 生活科学専攻 入学定員50名[注釈 4]
  - 食物栄養専攻 入学定員50名[注釈 4]
- 英語科 入学定員100名[注釈 4]
- 国文科 入学定員40名[注 10]

#### 専攻科
- なし

#### 別科
- なし

#### 取得資格について
- 中学校教諭二種免許状
  - 家庭：家政科生活科学専攻[注 11]
  - 英語：英語科[37]
- 栄養士資格：家政科食物栄養専攻[37]

### 研究
- 甲南女子大学短期大学部/甲南女子大学短期大学部調理学研究室出版『男子下宿生のためのミニ料理ガイドブック』[39]

## 学生生活

### 部活動・クラブ活動・サークル活動
- 甲南女子大学短期大学部で活動していたクラブ活動：コーラス・軽音楽・テニス・軟式野球・弓道などのクラブが短期大学創設時からあった。ほか、甲南女子大学との学生と合同でクラブ活動に参加していた様子がうかがえる。

## 大学関係者と組織

### 大学関係者一覧
歴代学長
- 鰺坂二夫
- 塩原勉

## 施設

### キャンパス
- キャンパスは大学と共同使用。

### 寮
- 甲南女子大学短期大学部には、大学と同様「清心寮」・「松影寮」と呼ばれる学生寮があった[37]。

## 対外関係

### 系列校
- 甲南女子大学
- 甲南女子中学・高等学校

## 卒業後の進路について

### 編入学・進学実績
- 全学科を含めて、甲南女子大学への編入学が多かった[37]。